# Arc gòtic amb inscripció
L'Arc gòtic amb inscripció és una obra d'Olesa de Montserrat (Baix Llobregat) inclosa a l'Inventari del Patrimoni Arquitectònic de Catalunya.

## Descripció
Finestra allindada feta de carreus de pedra de grans dimensions perfectament escairats i units amb morter. La peculiaritat es troba a la llinda, simula ésser un arc fistonat amb la zona superior un arc conopial incís. La resta del mur de l'habitatge del que avui forma part està arrebossat i parcialment pintat de blanc, fet que ha ocasionat també que es pintés en part la llinda. Conté una inscripció amb la data i tota una sèrie de noms que ja no es poden desxifrar.
D'estil gòtic.

## Història
Correspon a l'època medieval de la vila, o sigui als orígens d'aquesta.